# Aagaardia longicalcis
Aagaardia longicalcis är en tvåvingeart som beskrevs av Ole Anton Saether 2000. Aagaardia longicalcis ingår i släktet Aagaardia och familjen fjädermyggor. Inga underarter finns listade i Catalogue of Life.